# A Soul for Europe
A Soul for Europe (englisch, frei übersetzt: Europa eine Seele geben) ist eine zivilgesellschaftliche Initiative, die auf die Kooperation zwischen Zivilgesellschaft und politischen Entscheidungsträgern setzt. Ausgehend von ihren Basispunkten in Amsterdam, Belgrad, Berlin, Brüssel, Porto und Tiflis bildet die Initiative ein internationales Netzwerk aus europäischen Städten und Regionen, dem Kultur- und Wirtschaftssektor sowie europäischen politischen Entscheidungsträgern.

## Die Initiative
Den Kern der Initiative bildet die Strategiegruppe. Mehr als 50 junge zivilgesellschaftliche Vertreter aus mehr als 20 Ländern, aus den Bereichen Kultur, Politik, Wirtschaft, Forschung und Medien, sind an der Entwicklung und Verbreitung der Ideen von „A Soul for Europe“ mittels Projekten und Initiativen beteiligt.
Die Initiative wird von einem hochrangigen Advisory Board unterstützt, dem Martin Schulz, der ehemalige Präsident des Europäischen Parlamentes, vorsitzt. Weitere Mitglieder sind u. a. Hans-Gert Pöttering (MdEP, früherer Präsident des Europäischen Parlaments; Stellvertretender Vorsitzender des Boards), Doris Pack (MdEP, Vorsitzende des Ausschusses für Kultur und Bildung), Erhard Busek (Institut für den Donauraum und Mitteleuropa) und Dieter Berg (Vorsitzender der Geschäftsführung der Robert-Bosch-Stiftung). Die parlamentarische überparteiliche Fraktion des Advisory Boards schlägt die Brücke zwischen zivilgesellschaftlicher Initiative und dem Einfluss politischer Entscheidungsträger.

## Leitlinie
Nach Auffassung der Initiative zeige der europäische Integrationsprozess, dass es die Beziehung zwischen den europäischen Institutionen und den Bürgern Europas zu klären gelte. „A Soul for Europe“ ist überzeugt davon, dass es möglich sei, weg von einem Europa der Institutionen und Vorschriften, ein Europa der Europäer zu bauen. Es liege in der Verantwortung der Bürger, in die politischen Mechanismen in Europa einzugreifen. Dieser Prozess sei durch die Zivilgesellschaft bestimmt und daher von unten nach oben und nicht von oben nach unten gesteuert. 
Europa zu bilden, heiße nationale Geschichten, Wertesysteme und die Förderung des interkulturellen Dialogs zu integrieren. Kulturelle Aktivitäten müssen über die Grenzen des Kultursektors hinaus für Europa wirksam werden, und europäische Angelegenheiten, die bisher überwiegend ökonomisch-politisch bestimmt waren, müssen eine kulturelle Dimension erlangen. Kultur sei nicht Sache von Kulturakteuren allein.

## Projekte
Die Arbeit der Initiative konzentriert sich folgende Themen und Projekte:
- Die Berliner Konferenz alle zwei Jahre dient der Reflexion und Verbreitung der Ziele von „A Soul for Europe“ und bilanziert den Entwicklungsstand der Initiative.
- Forum X – Europa eine Seele geben: An einem Ort „X“ praktizieren zivile Initiativen mit Vertretern der Kultur und Wirtschaft und der Politik den grenzüberschreitenden Austausch als Beitrag zu Europas „Kultur der Demokratie“.
- Mobilisierung der Kultur zur regionalen Entwicklung am Beispiel Südosteuropa. In diesem Projekt wurde ein Leitfaden erstellt, der im Austausch mit zivilgesellschaftlichen Akteuren ständig fortgeschrieben wird.
- Städte und Regionen – Konsequenzen aus ihrer kulturellen Mitverantwortung für die Entwicklung Europas. Auch für dieses Feld wurde ein Leitfaden erarbeitet, der mit Vertretern von Städten Europas diskutiert wird.
- Europäische Kulturhauptstädte  – Einbeziehung der Zivilgesellschaft in die Vorbereitung und Durchführung des Kulturhauptstadtjahres, um dessen Nachhaltigkeit zu sichern
- Diskurse über Europa, die Idee und ihre Zukunftsaussichten. Führende Intellektuelle treten in den direkten Dialog mit den Spitzen der EU-Institutionen, vertreten durch die Präsidenten der Kommission und des Parlaments.

Übergeordnetes Thema bis 2014 ist die „Cultural Coalition for a Citizens’ Europe“, die alle Bürger am Aufbau eines Europas der Bürger beteiligen möchte. Jeder Bürger kann sich der Koalition anschließen und auf der Webseite der Initiative ein entsprechendes Dokument unterzeichnen.

## Verwechslungsmöglichkeit
- Soul of Europe UK ist eine in Großbritannien entstandene, ebenfalls europaweit (incl. der Türkei und Nahost) tätige Gruppe zur religiösen Diskussion unter verschiedenen Konfessionen und zur Friedensförderung